# Helcococcus
Helcococcus è un genere di batterio appartenente alla famiglia delle Peptostreptococcaceae.